# Cz Scorpion EVO 3 A1
Česká Zbrojovka Scorpion EVO 3 A1 (также Scorpion EVO III) — пистолет-пулемёт, сконструированный в Словакии под названием Laugo, производимый в Чехии компанией «Česká Zbrojovka Uherský Brod». Министерство обороны Чехии планирует закупить 500 экземпляров данного пистолета-пулемёта в ближайшие несколько лет.

## История
Изначально пистолет-пулемёт был разработан в Словакии под названием «Laugo». Разработка была начата в 2002 году, а в 2004-2005 годах уже существовали первые прототипы. Во второй половине 2000-х годов «Česká Zbrojovka» приобрела права на данную конструкцию. В 2009 году Scorpion EVO 3 был представлен широкой общественности. Серийно выпускается с 2010 года. Компания производитель планировала выпустить вариант под патрон .40 S&W, но на сегодняшний день (2020 год), такого варианта пока нет.

## Описание
Scorpion Evo 3 работает по привычной схеме со свободным затвором. Стрельба ведётся с закрытого затвора. Ударно-спусковой механизм курковый, позволяющий вести огонь одиночными, очередями с отсечкой по 3 патрона и непрерывными очередями. Переводчик режимов стрельбы на обеих сторонах ствольной коробки. Сама же ствольная коробка, корпус ударно-спускового механизма вместе с пистолетной рукояткой и цевьё выполнены из ударопрочного пластика. Приклад складной и телескопический (регулируется по длине). Снизу и сбоку на цевьё, а также сверху ствольной коробки находятся планки Пикатинни. На верхней же планке находятся съёмные прицельные приспособления. Магазин прозрачный, из ударопрочного пластика, на 20 или 30 патронов. В Scorpion EVO 3 A1 есть затворная задержка.

## Модификации
|  |  |

Для гражданского рынка оружия выпускается модификация Scorpion Evo 3 S1, рассчитанная на стрельбу только одиночными выстрелами и комплектуемая магазинами на 20 патронов. Оружие позиционируется как развлекательное и спортивное.

## Эксплуатанты
- Казахстан - правоохранительные органы
- Египет - правоохранительные органы[6].
- Малайзия - полиция и армия.
- Сербия - некоторые спецподразделения.
- Таиланд - полиция[7].
- Филиппины - береговая охрана и спецназ.
- Чехия - армия и полиция.
- Аргентина - полиция.
- Канада - полиция.
- Финляндия - полиция и пограничная служба.
- Венгрия - армия и полиция.
- Индонезия - полиция.
- Кения - полиция.
- Молдова -